# Trichogramma buesi
Trichogramma buesi is een vliesvleugelig insect uit de familie Trichogrammatidae. De wetenschappelijke naam is voor het eerst geldig gepubliceerd in 1985 door Voegelé.